# Grupo Engenho
Grupo Engenho é um conjunto musical brasileiro de MPB criado em 1979 em Florianópolis.

## Histórico
O grupo surgiu em 1979, da fusão de dois grupos artísticos: Engenho e Vzero (Vo), que atuavam no circuito universitário de Santa Catarina. Ao grupo formado juntou-se o sanfoneiro Cristaldo. Seu trabalho visava o resgate de manifestações folclóricas catarinenses, razão do primeiro disco - "Eu vou botá meu boi na rua", que reavivou o boi-de-mamão, mas que também remetia a uma nítida expressão de protesto, pois o país ainda vivia sob a ditadura militar.
Nesta primeira formação, encerram as atividades em 1984. Passada mais de uma década, em 2003 o grupo lança o quarto álbum, "Movimento", sem a participação de Alisson Mota.
Por volta de 2012 o grupo retoma as atividades mais uma vez e lança o show "Antologia - De trés ont’onte a dijáoji”, que se torna um DVD em 2015. Em 2018 Marcelo Muniz, um dos fundadores do grupo, acaba falecendo enquanto concluia seu primeiro álbum solo, intitulado "Fogo de Rebojo".

### Componentes
- 1ª Formação (1979 a 1984): Marcelo Muniz (baixo, piano, bandolim, violão e voz); Chico Thives (bateria, percussão, violão e voz); Cláudio Frazê (percussão e voz); Cristaldo (sanfona e voz); Alisson Mota (violão, violão de 12 cordas, cavabandorango e voz); Iara Machado(voz).
- 2ª Formação (1998 a 2005 - Gravaram o CD Movimento): Marcelo Muniz (baixo, piano, bandolim, violão e voz); Cristaldo (sanfona e voz); Leleco Lemos (voz); Gilson Duarte (bateria, percussão e voz); Ivan Schimidt (violão e voz)
- 3ª Formação (a partir de 2011): Marcelo Muniz (baixo, orocongo e voz); Chico Thives (bateria e voz); Cláudio Frazê (percussão e voz);  Alisson Mota (violão e voz), Marcelo Besen (sanfona); Guto Vieira (violino); Manoela Vieira (vocais).

## Discografia
- LP Vou botá meu boi na rua (1980) Independente
- LP Engenho (1981) - Independente
- LP Força Madrinheira (1983); Lira Paulistana-Continental
- CD duplo Vou botá meu boi na rua + Engenho
- CD Movimento (2003) - Orbeat Music; ASIN: 7898360030323
- DVD De trés ont’onte a Dijaôji (2015)